# Mitchel Wongsodikromo
Mitchel Wongsodikromo, destacado deportista de Surinam de la especialidad de bádminton que fue campeón sudamericano en Medellín 2010.

## Trayectoria
La trayectoria deportiva de Mitchel Wongsodikromo se identifica por su participación en los siguientes eventos nacionales e internacionales:

### Juegos Suramericanos
Fue reconocido su triunfo de ser el primer deportista con el mayor número de medallas de la selección de  Surinam en los juegos de Medellín 2010.

#### Juegos Suramericanos de Medellín 2010
Su desempeño en la novena edición de los juegos, se identificó por obtener un total de 2 medallas:

- , Medalla de bronce: Bádminton Dobles Mixtos
- , Medalla de bronce: Bádminton Equipo Mixto